# Kgagodi
Kgagodi est une ville du Botswana.